# ديفيد غان
ديفيد غان (بالإنجليزية: David Gunn)‏ هو طبيب التوليد والنساء أمريكي، ولد في 16 نوفمبر 1945، وتوفي في 10 مارس 1993 في بينساكولا في الولايات المتحدة.